# Lautenbach (Haut-Rhin)
Lautenbach település Franciaországban, Haut-Rhin megyében. Lakosainak száma 1510 fő (2022. január 1.). Lautenbach Buhl, Orschwihr, Soultzmatt, Rouffach, Wasserbourg, Linthal és Lautenbachzell községekkel határos.

## Népesség
A település népességének változása:
| Lakosok száma | 1573 | 1538 | 1564 | 1511 | 1497 | 1492 | 1479 | 1477 | 1510 |
|               | 2013 | 2015 | 2016 | 2017 | 2018 | 2019 | 2020 | 2021 | 2022 |